# Al-Mansur (abbàssida)
Abu-Jàfar Abd-Al·lah al-Mansur ibn Muhàmmad ibn Alí (àrab: أبو جعفر عبد الله المنصور, Abū Jaʿfar ʿAbd Allāh al-Manṣūr), més conegut simplement pel seu làqab com a al-Mansur, (al-Humayma, a l'est del Jordà, 709/713 - camí de la Meca, 775) fou califa abbàssida de Bagdad (754-775). Era fill d'una esclava amaziga anomenada Sal·lama. Per la seva avarícia, ben coneguda, va rebre durant el seu govern el malnom d'Abu-d-Dawanik, ‘l'Home sense despesa’.
El 744-746 va participar en la revolta fracassada del talibita Abd-Al·lah ibn Muàwiya contra els omeies al Jibal. El 749 va anar a Kufa amb el seu germà Abu l-Abbas (després califa as-Saffah). Proclamat el seu germà califa (750), va ser enviat a Wasit, on encara resistia el governador omeia de l'Iraq Yazid ibn Úmar, conegut com a Ibn Hubayra, i va conèixer el general Hàssan ibn Qàhtaba. Abu-Múslim va exigir l'execució de Yazid ibn Úmar contra el parer d'al-Mansur. Caiguda Wasit, al-Mansur fou nomenat governador (ostikan) d'Armènia, al-Jazira (amb Mossul i Niniveh), la frontera (Al-Thughur) i l'Azerbaidjan; allí va obtenir la lleialtat de diversos generals omeies, especialment Ishaq ibn Múslim al-Uqaylí.
Mentre fou governador, els bagràtides d'Armènia, considerats lleials als omeies, van veure confiscades part de les seves possessions al Taik, Dariunq, Khelat i Baspracània. Els Mamiconis, que encapçalaven la resistència, només es van aprofitar de la desgràcia dels bagràtides ocupant alguns territoris del Taik a la frontera amb l'Imperi Romà d'Orient. Baspracània fou donat als Arzerunis i a Khelat es van establir els musulmans. Molts aemenis van emigrar a territori romà d'Orient. No obstant al-Mansur va tenir alguns consellers i lloctinents armenis.
Durant el seu govern almenys dues vegades va deixar el govern a lloctinents: Abd-Al·lah ibn Muhàmmad i Sàlih ibn Subai al-Kindí. El va substituir com a governador (nomenat per ell mateix) Yazid ibn Ussayd as-Sulamí, vers el 753.
Mort as-Saffah (juny del 754) era el successor designat per davant del seu nebot Issa ibn Mussa, governador de Kufa. En aquell moment estava fent el pelegrinatge amb Abu-Múslim i va tornar corrents per assolir el poder. El seu oncle Abd-Al·lah ibn Alí era a la frontera romana d'Orient amb un exèrcit (de sirians i alguns khorasanians) disposat a atacar els romans quan va saber la mort del califa, i va utilitzar aquesta força per intentar un cop d'estat. Al-Mansur va haver de demanar ajut a Abu-Múslim que (tot i no ser partidari de la lluita) va mobilitzar als khorasanians i es va enfrontar al rebel, i el va derrotar prop de Nisibin el novembre del 754. Abd-Al·lah va quedar en residència vigilada a l'Iraq; els generals sirians que havien donat suport al rebel van rebre beneficis d'al-Mansur en un intent de guanya-los al seu bàndol.
Tot i haver recorregut a Abu-Múslim, la relació entre els dos homes, d'ençà que aquest va imposar l'execució d'Ibn Hubayra, era dolenta. Al-Mansur havia visitat el governador a Merv el 753 i pensava a més que tenia massa poder. El califa va decidir aprofitar que Abu-Múslim era a l'Iraq, lluny dels seus fidels, i el va fer assassinat a Madain (febrer del 755). Van esclatar disturbis a l'Iran, especialment la revolta anti-musulmana de Sunbadh, però finalment al-Mansur va dominar el Khorasan i províncies perses que en depenien. El 756 a l'Àndalus, un omeia, Abd-ar-Rahman ibn Muàwiya, va prendre el poder i va crear un emirat independent. El 757/758 es va rebel·lar al Khorasan Abd-al-Jabbar al-Azdí, amb caràcter autonomista; al-Mansur va enviar llavors com a governador el seu fill Abu-Abd-Al·lah Muhàmmad (després califa al-Mahdí 775-85) amb seu a Rayy i amb poders de virrei (que va exercir deu anys). El 758/759 es va revoltar el grup dels Rawandiyya que pretenien un govern més messiànic; van posar al califa en perill seriós, però foren finalment derrotats.
El 762 va decidir finalment construir una nova capital a Bagdad. Inicialment es van construir les dependències administratives i militars. El setembre del 762 va esclatar finalment la revolta alida dirigida per Muhàmmad an-Nafs az-Zakiyya a Medina; els rebels van intentar estendre's a Egipte i Síria sense èxit i a Kufa, tradicional ciutat alida, les forces califals vigilaven de prop els esdeveniments. El califa va tallar els subministrament al Hijaz i el cap rebel va quedar aïllat a Medina. Ibrahim ibn Abd-Al·lah, germà del cap rebel, va iniciar una revolta a Bàssora que va tenir ampli suport. Però Muhàmmad fou derrotat per un exèrcit manat per l'hereu Issa ibn Mussa (novembre de 762). Ibrahim va avançar cap a Kufa però es va enfrontar a l'exèrcit abbàssida dirigit per Issa ibn Mussa i derrotat a Bakhamra el febrer del 763. En endavant el regnat d'al-Mansur fou més tranquil amb rebel·lions menors a Badghis (els Ustadhsis) del 764-768 i alguna altra al Khorasan oriental i dels kharigites a Ifríqiya, sense cap perill seriós. El problema més greu fou amb els khàzars, amb els quals el califat tenia frontera al Caucas: el 764 van ocupar Tiflis i la van tenir un cert temps abans de ser-ne expulsats. Aquest any 764 el califa va obligar l'hereu presumpte Issa ibn Mussa a renunciar a la successió i va designar hereu el seu propi fill Muhàmmad al-Mahdí, que després de sis anys al Khurasan tenia el suport del grup d'aquest territori. Issa ibn Mussa va passar a ser hereu d'al-Mahdí.
El 768 es va construir un barri comercial a Bagdad (al-Karkh) a la part sud, i després es va poblar la riba esquerra del Tigris. El 772 el muhal·làbida Yazid ibn Hàtim al-Muhal·labí (762-768) va sotmetre definitivament Ifríqiya. Aquest mateix any es va establir la base khorasaniana d'al-Rakka a al-Jazira que complementava a la guarnició khorasaniana de Bagdad a l'Iraq.
Al-Mansur es va recolzar sobretot en el grup militar khurasanià (els governadors del Khorasan i altres províncies eren nomenats entre aquest grup i tenien guarnicions a Bagdad i al-Rakka), i en la seva família, amb diversos prínceps exercint governs i càrrecs destacats a l'Iraq i Síria. Sulayman ibn Alí a Bàssora i Sàlih ibn Alí a Síria van estar a punt de formar subdinasties autònomes. Altres suports foren alguns antics generals omeies, i alguns caps de la facció iemenita de l'estat omeia, singularment la família Banu Muhàl·lab o muhal·làbides que van rebre el govern d'Egipte, Ifríqiya, Azerbaidjan i Bàssora (d'on eren originaris).
Va morir de camí a la Meca l'octubre del 775, quan tenia uns 65 anys o potser una mica menys, i després de 21 de regnat. Li succeí el seu fill al-Mahdí.